# Kaplica Wspomożycielki Wiernych w Wolicy Pierwszej

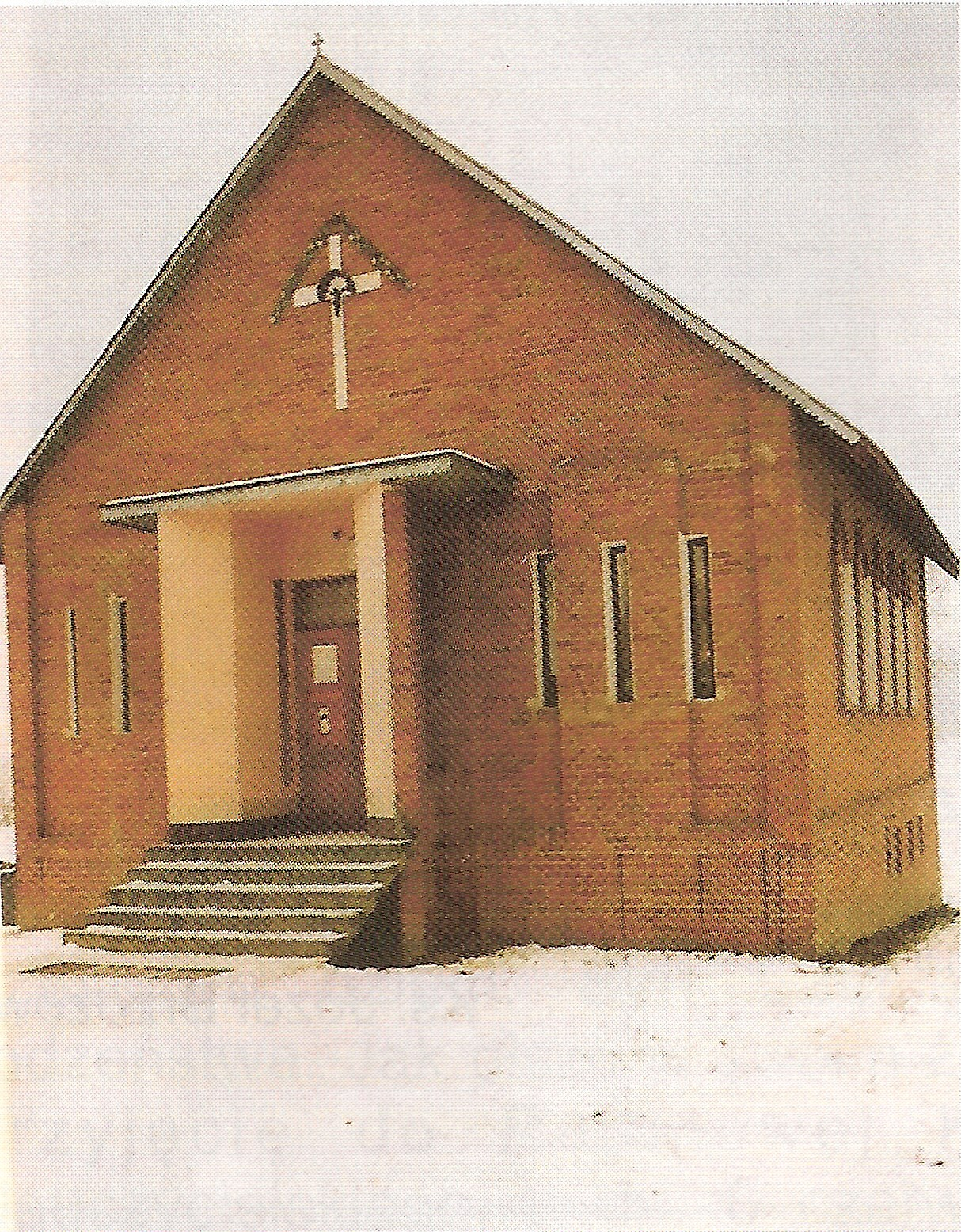
Kaplica w Wolicy Pierwszej przed rozbudową.

Kaplica pod wezwaniem Wspomożycielki wiernych w Wolicy Pierwszej – jedna z dwóch kaplic parafii św. Stanisława w Modliborzycach. 
Kaplicę w stanie pierwotnym według początkowego projektu czyli bez frontowej wieży wybudowano w latach 1987–1989. Dopiero w 1993 r. dobudowano frontową wieżę w celu nadania obiektowi wyglądu sakralnego.
 
Kaplicy nadano tytuł Najświętszej Maryi Panny Wspomożycielki Wiernych. Odpust ku jej czci odbywa się w niedzielę po 24 maja.

## Ogólna charakterystyka obiektu
Obiekt zlokalizowany jest w środkowej części wsi Wolica Pierwsza na działce o wymiarach 30 m długości i 19,3 m szerokości, w sumie 580 m². Cały plac objęty jest żelaznym ogrodzeniem. Wymiary zewnętrzne kaplicy to 11,94 m na 9,54 m. Parter ma powierzchnię 94 m², natomiast podpiwniczenie 53 m². Oraz dodatkowo dobudowana wieża o powierzchni 1,6 m długości na 6 m długości. Cały budynek został wymurowany z czerwonej cegły. Dach początkowo pokryty był eternitem jednak wymieniono go na blachodachówkę.
Wewnątrz budynku wydzielona jest jedynie niewielka zakrystia w której znajduje się dębowa komoda. Podłoga całego parteru wykonana jest z płytek. Ołtarz główny znajduje niezbyt dokładnie w środkowej części ściany północnej. W jego centrum umieszczony jest obraz przedstawiający Matkę Bożą, namalowany przez kleryka Tadeusza Stasiaka z Modliborzyc. Ponadto kaplica posiada też drugi niewielki ołtarzyk oraz nagłośnienie wewnątrz i na zewnątrz.
Obok kaplicy (po lewej stronie) znajduje się niewielka dzwonnica ze 100-kilogramowym dzwonem wykonanym przez firmę Felczyńskich z Przemyśla i krzyż po prawej. 

## Historia
Pomysł wybudowania kaplicy w Wolicy wysunął w 1984 r. ówczesny proboszcz parafii w Modliborzycach ks. Leon Kuśmierczyk. Początkowo nie miała to być kaplica lecz dom katechetyczny w którym w godziwych warunkach miała się odbywać katechizacja.
24 lipca 1984 r. na zebraniu mieszkańców wsi projekt proboszcza został przyjęty i rozpoczęto wstępne przygotowania do budowy. Działkę pod budowę o powierzchni 4 ar ofiarował bezpłatnie Paweł Biały.
Projekt techniczny budynku opracował w listopadzie 1986 r. mgr inż. architekt Wacław Kondzioła ze Świdnika koło Lublina. W 1987 r. uzyskano z wielkim trudem pozwolenie na budowę. 16 maja tego samego roku ks. administrator Tadeusz Nowak przy udziale około 50 mieszkańców wsi poświęcił plac budowy. W tym czasie działka została z obu stron poszerzona. Od strony zachodniej o 5 m, a od strony wschodniej o 3 m. Przed zimą tego samego roku zalano fundamenty i zasklepiono podpiwniczenie. Na przełomie 1987–1988 r. mieszkańcy Wolicy zmienili plany. Postanowili, że salę katechetyczną umieści się w podziemiu, a na parterze będzie kaplica. W takim kierunku poszły dalsze prace. Jednak w wyniku takiej zmiany obecny wygląd kaplicy ma pewne dysproporcje w wyglądzie. 
18 września 1988 r. ks. biskup Jan Śrutwa, wizytując parafię, poświęcił budujący się obiekt i dokonał wmurowania kamienia węgielnego. W czasie tej uroczystości ks. administrator odprawił mszę św. przed placem budowy. Fakt poświęcenia i wmurowania kamienia węgielnego został upamiętniony w postaci tablicy znajdującej się wewnątrz kaplicy. Napis na tablicy jest następujący:

Dar mieszkańców wsi Wolica
z okazji obecności Ojca Świętego
w Lublinie 09.08.1987 
   ks. kan. Leon Kuśmierczyk
Ks. prob. Tadeusz Nowak

Wmurowania kamienia węgielnego
dokonał 18.09.1988 r. J. E. Ks. Biskup Jan Śrutwa

W 1989 r. wzniesiono z cegły ściany kaplicy, a dach pokryto eternitem. Głównym murarzem był Józef Kapusta ze Stojeszyna. W następnym roku trwały prace wewnątrz świątyni. Założono instalację elektryczną, położono tynki, wylano cementową podłogę. W 1990 zrobiono posadzkę z płytek, zainstalowano ołtarz soborowy, wykonany przez Czesława Tylusa, sprowadzono dwa tradycyjne ołtarze ze starego kościoła w Wierzchowiskach. Kaplica była nowa dlatego pierwotnie planowano aby jej wystrój był bardziej nowoczesny. Ołtarz główny zainstalowano w środkowej części bez obrazu, gdyż istniejący obraz mieszkańcy Wierzchowisk przenieśli do nowo wybudowanego kościoła. Wstawiono więc nowy namalowany przez Tadeusza Nowaka. 
14 września 1990 r. została odprawiona pierwsza msza św., która zapoczątkowała normalne duszpasterstwo. Od tego czasu, w każdą niedzielę i dni świąteczne odprawiane są msze.
W 1991 r. wybudowano żelazną dzwonnicę i zainstalowano 100-kilogramowy dzwon. W 1993 r. rozpoczęto dobudowywanie wieży, prace zakończono 1994 r.
W 1994 r. wykonano żelazne ogrodzenie wokół kaplicy, a kaplice wyposażono w szaty i sprzęt liturgiczny.
Uroczystego aktu poświęcenia dokonano w czasie odpustu ku czci NMP Wspomożycielki wiernych, w niedzielę 28 maja 1995 r. Aktu poświęcenia dokonał Ksiądz Biskup Edward Frankowski, biskup pomocniczy z Sandomierza. 
W następnych latach trwały prace uzupełniające. W roku 2001 wyposażono zakrystie w dębową komodę, którą wykonał Ryszard Gąsiorowski z Modliborzyc oraz ufundowano stacje Drogi krzyżowej. W 2005 r. zmieniono pokrycie dachu na blachodachówkę, a w 2007 r. wymieniono główne drzwi z drewnianych na aluminiowe. 
Kaplice przy różnych okolicznościach odwiedzili następujący biskupi:
- Jan Śrutwa z Lublina (1988 r.)
- Wacław Świerzawski (1994 r)
- Edward Frankowski (1995 r.)
- Andrzej Dzięga (2003 r.)